# Cron
cron är ett systemprogram under Unix, en daemon, som sköter om arbeten som regelbundet skall utföras vid vissa tider eller med vissa intervaller. Det nyare programmet anacron används som komplement på persondatorer, för att se till att arbeten inte blir outförda för att datorn är avstängd då cron skulle köra dem.
Cron styrs genom ett antal filer som innehåller information om när arbeten skall utföras, under vilket användarnamn de skall utföras samt själva kommandoraderna. Arbeten som skall utföras av root vid standardtider varje timme, dygn, vecka eller månad placeras in som skript i särskilda kataloger och utförs då i tur och ordning. Användare som tillåts använda cron har var sin egen fil för sina jobb.
Ordet "cron" kommer från grekiskans "chronos" ("χρόνος") som betyder tid.